# Провулок Якова Качури
Прову́лок Я́кова Качу́ри — провулок у Святошинському районі міста Києва, місцевість Михайлівська Борщагівка. Пролягає від вулиці Якова Качури до кінця забудови.

## Історія
Провулок виник у середині XX століття, мав назву Радянський. Сучасна назва на честь українського письменника Якова Качури — з 1974 року.